# Loujain Alhathloul
Loujain Alhathloul (em árabe: لجين الهذلول árabe, ; julho de 1989) é uma activista pelos direitos das mulheres e uma personagem pública saudita. A revista Arabian Business incluiu-a no terceiro lugar da lista das cem mulheres  mais poderosas de 2015 (Top 100 Most Powerful Arab Woman 2015).
Presa a 1 de dezembro de 2014, ficou encarcerada durante 73 dias depois de tentar cruzar a fronteira conduzindo seu carro desde os Emirados Árabes Unidos até à Arábia Saudita, arguida de desafiar a proibição de conduzir às mulheres em seu país.
A ativista foi detida novamente em maio de 2018 pouco antes de o reino suspender a proibição de dirigir para as sauditas. No final de 2020, foi condenada a cinco anos e oito meses de prisão por um tribunal do país especializado em casos antiterrorismo.